# Mirunga południowa
Mirunga południowa, słoń morski południowy (Mirounga leonina) – gatunek drapieżnego ssaka z rodziny fokowatych (Phocidae).

## Taksonomia
Gatunek po raz pierwszy zgodnie z zasadami nazewnictwa binominalnego opisał w 1758 roku szwedzki zoolog Karol Linneusz nadając mu nazwę Phoca Leonina. Holotyp pochodził z wyspy Robinson Crusoe, z archipelagu Juan Fernández, w Chile.  
Autorzy Illustrated Checklist of the Mammals of the World uznają ten gatunek za monotypowy. 

### Etymologia
- Mirounga: rodzima, australijska nazwa miouroung dla mirungi południowej[29].
- leonina: łac. leoninus „jak lew”, od leo, leonis „lew”, od gr. λεων leōn, λεοντος leontos „lew”[30].

## Zasięg występowania
Mirunga południowa występuje w Oceanie Południowym; miejsca rozrodcze rozrzucone są na wyspach subantarktycznych, Półwyspie Antarktycznym i wybrzeżach południowej Argentyny (Macquarie, Wyspy Kerguelena, Georgia Południowa i Półwysep Valdés). Wędrujące populacje odnotowano także w Australii, Brazylii, Chile, Mauritiusie, Mozambiku, Namibii, Nowej Zelandii, Omanie i Urugwaju.

## Morfologia
Długość ciała samic około 300–350 cm, samców 450–500 cm; masa ciała samic około 600–800 kg, samców 1500–3500 kg. Noworodki osiągają długość około 125 cm i ciężar około 45 kg. Wzór zębowy dorosłych osobników: I {\displaystyle {\tfrac {2}{1}}} C {\displaystyle {\tfrac {1}{1}}} P {\displaystyle {\tfrac {4}{4}}} M {\displaystyle {\tfrac {1}{1}}} = 30; wzór zębowy młodych z zębami mlecznymi: I {\displaystyle {\tfrac {2}{1}}} C {\displaystyle {\tfrac {1}{1}}} P {\displaystyle {\tfrac {3}{3}}} = 22.

## Ekologia

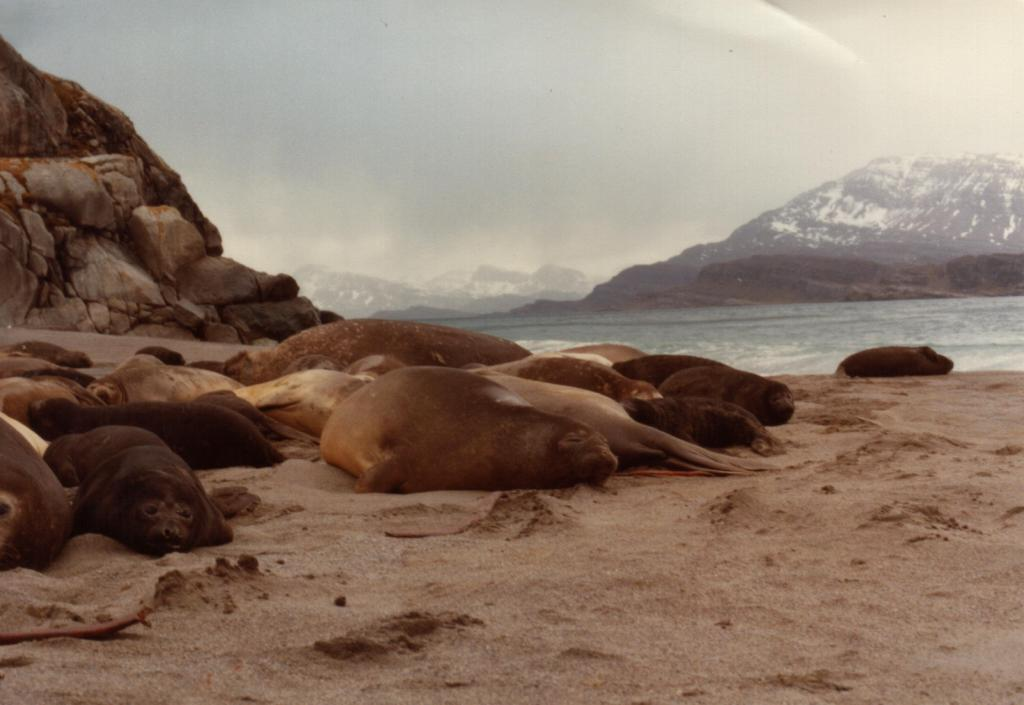
Stado mirung południowych na Wyspie Kerguelena

Mirungi żywią się głównie głowonogami (75%) i rybami (25%). Gatunek ten żeruje u wybrzeży Antarktydy, zaś rozmnaża się na wyspach wokół kontynentu. Zwierzęta te są zdolne do odbywania bardzo dalekich podróży, pewien młody samiec z południowo-wschodniego Pacyfiku w ciągu 11 miesięcy przepłynął dystans ok. 29 tysięcy kilometrów, oddalając się nawet 640 km na zachód od wybrzeży Ameryki Południowej.
Mirungi spędzają większość czasu w wodzie, nurkują typowo na 20–30 minut, na głębokość od 300 do 500 metrów. Rekordowe nurkowanie pewnej samicy trwało 2 godziny; inne zwierzę zanurkowało na głębokość ponad 2000 m.
W czasie sezonu rozrodczego samce stają się bardzo agresywne. Walczą wtedy między sobą o terytoria i dostęp do samic. Pojedynczy samiec może panować nad „haremem” liczącym do 50 samic; w przypadku większych grup samic, już kilka samców może z nimi kopulować.
Na mirungi polowano w XIX w. dla ich cennego tłuszczu, na Georgii Południowej aż do 1964 roku. Program ochrony tych ssaków sprawił, że ich liczebność podniosła się, osiągając obecnie ok. 700 000 osobników, a ich istnienie nie jest już zagrożone.